# Rhysotoechia elongata
Rhysotoechia elongata är en kinesträdsväxtart som beskrevs av Ludwig Radlkofer. Rhysotoechia elongata ingår i släktet Rhysotoechia och familjen kinesträdsväxter. Inga underarter finns listade i Catalogue of Life.